# ITF feminino de Camberra
O ITF feminino de Camberra consistiu em um ou mais torneios de tênis profissional femininos, de nível W60.
Realizado em Camberra, no sudeste da Austrália, estreou em 2015 em quadra dura, e depois se desdobrou em até quatro edições no mesmo ano, também disputado no saibro. Em 2023, foi disputado três vezes, entre janeiro e março.
Como evento de saibro, estreou em 2016 e teve dez edições em cinco anos, geralmente em semanas consecutivas, algo comum em certos torneios do circuito ITF. Já o em quadras duras começou em 2015 e teve uma edição anual até 2020 (não aconteceu em 2019). Em 2022, retornou com dois torneios em semanas consecutivas e, no ano seguinte, apenas uma. Foi promovido ao circuito challenger da WTA em 2024.

## Finais
Como o torneio possui uma intrincada cadeia de eventos, os que foram disputados no saibro têm os dados da coluna Ano coloridos, para facilitar a diferenciação.

### Simples
| Ano                           | Campeã           | Vice-campeã        | Resultado      |
| ----------------------------- | ---------------- | ------------------ | -------------- |
| 2023 (20 mar.)                | Wang Yafan       | Olivia Gadecki     | 3–6, 6–2, 6–0  |
| 2023 (13 mar.)                | Priscilla Hon    | Olivia Gadecki     | 4–6, 6–2, 6–4  |
| 2023 (2 jan.)                 | Katie Boulter    | Jodie Burrage      | 3–6, 6–3, 6–2  |
| 2022 (28 mar.)                | Jang Su-jeong    | Yuki Naito         | 36–7, 6–1, 6–4 |
| 2022 (21 mar.)                | Moyuka Uchijima  | Olivia Gadecki     | 6–2, 6–2       |
| 2022 (14 fev.)                | Asia Muhammad    | Arina Rodionova    | 6–1, 7–67      |
| 2022 (7 fev.)                 | Asia Muhammad    | Priscilla Hon      | 66–7, 6–3, 6–2 |
| Torneio não realizado em 2021 |                  |                    |                |
| 2020                          | Magdalena Fręch  | Patricia Maria Țig | w.o.           |
| 2019 (25 mar.)                | Olivia Rogowska  | Priscilla Hon      | 7–66, 6–3      |
| 2019 (18 jan.)                | Destanee Aiava   | Risa Ozaki         | 6–2, 6–2       |
| 2018 (29 out.)                | Zoe Hives        | Olivia Rogowska    | 6–4, 6–2       |
| 2018 (26 mar.)                | Jaimee Fourlis   | Ellen Perez        | 6–3, 6–2       |
| 2018 (29 mar.)                | Dalila Jakupović | Destanee Aiava     | 6–4, 6–4       |
| 2017                          | Olivia Rogowska  | Destanee Aiava     | 6–1, 6–2       |
| 2016 (31 out.)                | Risa Ozaki       | Georgia Brescia    | 6–4, 6–4       |
| 2016 (21 mar.)                | Miyu Kato        | Anna Bondár        | 6–4, 7–63      |
| 2016 (14 mar.)                | Eri Hozumi       | Destanee Aiava     | 6–3, 3–6, 7–63 |
| 2015                          | Asia Muhammad    | Eri Hozumi         | 6–4, 6–3       |

### Duplas
| Ano                           | Campeãs                               | Vice-campeãs                           | Resultado           |
| ----------------------------- | ------------------------------------- | -------------------------------------- | ------------------- |
| 2023 (20 mar.)                | Erina Hayashi Yuki Naito              | Destanee Aiava Olivia Gadecki          | 7–62, 7–5           |
| 2023 (13 mar.)                | Elysia Bolton Alexandra Bozovic       | Priscilla Hon Dalila Jakupović         | 4–6, 7–5, [13–11]   |
| 2023 (2 jan.)                 | Irina Khromacheva Anastasia Tikhonova | Robin Anderson Hailey Baptiste         | 6–4, 7–5            |
| 2022 (28 mar.)                | Ankita Raina Arina Rodionova          | Fernanda Contreras Gómez Alana Parnaby | 4–6, 6–2, [11–9]    |
| 2022 (21 mar.)                | Han Na-lae Jang Su-jeong              | Yuki Naito Moyuka Uchijima             | 3–6, 6–2, [10–5]    |
| 2022 (14 fev.)                | Asia Muhammad Arina Rodionova         | Alison Bai Jaimee Fourlis              | 7–62, 7–65          |
| 2022 (7 fev.)                 | Asia Muhammad Arina Rodionova         | Alison Bai Jaimee Fourlis              | 6–3, 3–6, [10–6]    |
| Torneio não realizado em 2021 |                                       |                                        |                     |
| 2020                          | Alison Bai Jaimee Fourlis             | Anna Bondár Pemra Özgen                | 5–7, 6–4, [10–8]    |
| 2019 (25 mar.)                | Alison Bai Jaimee Fourlis             | Naiktha Bains Tereza Mihalíková        | 6–2, 6–2            |
| 2019 (18 jan.)                | Naiktha Bains Tereza Mihalíková       | Destanee Aiava Ellen Perez             | 4–6, 6–2, [10–4]    |
| 2018 (29 out.)                | Ellen Perez Arina Rodionova           | Destanee Aiava Naiktha Bains           | 56–7, 6–3, [10–7]   |
| 2018 (26 mar.)                | Irina Fetecău Kaylah McPhee           | Pia König Michika Ozeki                | 6–1, 4–6, [10–5]    |
| 2018 (29 mar.)                | Priscilla Hon Dalila Jakupović        | Miyu Kato Makoto Ninomiya              | 6–4, 4–6, [10–7]    |
| 2017                          | Asia Muhammad Arina Rodionova         | Jessica Moore Ellen Perez              | 6–4, 6–4            |
| 2016 (31 out.)                | Jessica Moore Storm Sanders           | Alison Bai Lizette Cabrera             | 6–3, 6–4            |
| 2016 (21 mar.)                | Ashleigh Barty Arina Rodionova        | Eri Hozumi Miyu Kato                   | 5–7, 6–3, [10–7]    |
| 2016 (14 mar.)                | Ashleigh Barty Arina Rodionova        | Kanae Hisami Varatchaya Wongteanchai   | 6–4, 6–2            |
| 2015                          | Eri Hozumi Misa Eguchi                | Lauren Embree Asia Muhammad            | 7–613, 1–6, [14–12] |